# Reidsville (Carolina del Nord)
Reidsville è una città degli Stati Uniti d'America, situata nella Contea di Rockingham nello Stato della Carolina del Nord.